# 勝虞
勝虞（しょうぐ、天平4年（732年）- 弘仁2年6月6日（811年6月29日））は、奈良時代から平安時代初期にかけての法相宗の僧。名を勝悟と表記される場合もある。俗性は凡氏。阿波国板野郡の出身。
神叡の入室弟子である尊応に師事。当時、法相宗随一の学僧と評された。弟子に護命、泰演などの高僧がいる。

## 経歴
- 延暦16年（797年）、律師に任ぜられる。
- 延暦24年（805年）、少僧都に任ぜられる。
- 大同元年（806年）、大僧都に任ぜられる。
- 弘仁2年（811年）6月6日、入滅。享年80。